# NGC 1921
NGC 1921 је емисиона маглина у сазвежђу Златна риба која се налази на NGC листи објеката дубоког неба.
Деклинација објекта је - 69° 47' 16" а ректасцензија 5h 19m 22,8s. Привидна величина (магнитуда) објекта NGC 1921 износи 12,3. NGC 1921 је још познат и под ознакама ESO 56-SC102.